# Strängsered
Strängsered är kyrkbyn i Strängsereds socken i Ulricehamns kommun. SCB har här 2020 avgränsat en småort. 
Strängsereds kyrka ligger här.